# 半人馬座V763
半人馬座V763，又名CD-46 7199，HD 100733、SAO 222887、HR 4463，是半人馬座的一颗恒星，视星等为5.71，位于銀經289.79，銀緯13.55，其B1900.0坐标为赤經11h 30m 23.8s，赤緯-46° 13.55′ 10″。